# Dịch thuật

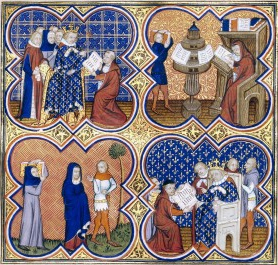
Vua Charles V the Wise ủy thác dịch tác phẩm của Aristotle. Hình vuông đầu tiên cho thấy anh ta đặt hàng dịch; hình vuông thứ hai, bản dịch đang được thực hiện. Hình vuông thứ ba và thứ tư cho thấy bản dịch hoàn thành được mang đến, và sau đó được trình bày cho Nhà vua.

Dịch thuật, phiên dịch hay chuyển ngữ là một hoạt động bao gồm việc luận giải ý nghĩa của một đoạn văn trong một ngôn ngữ nào đó - văn nguồn - và chuyển sang một ngôn ngữ khác thành một đoạn văn mới và tương đương - bản dịch. Trong khi phiên dịch - dịch miệng - đã tạo thuận lợi cho giao tiếp bằng miệng hoặc ngôn ngữ ký hiệu giữa người sử dụng các ngôn ngữ khác nhau, ra đời trước khi có chữ viết, biên dịch chỉ bắt đầu sau khi nền văn học được ghi lại bằng chữ viết đã phát triển. Bản dịch của cuốn Sử thi Gilgamesh của người Sumer sang các ngôn ngữ Tây Nam Á đã tồn tại vào thiên niên kỷ hai TCN.
Người dịch luôn luôn có nguy cơ đưa thành ngữ và cách sử dụng chúng của ngôn ngữ nguồn sang bản dịch ngôn ngữ đích theo cách không thích hợp. Mặt khác, việc nhập khẩu thành ngữ như vậy đã nhập khẩu hữu ích các mã nguồn ngôn ngữ và cho phép việc vay mượn từ ngữ để làm phong phú thêm các ngôn ngữ đích. Xét cho cùng, dịch giả đã giúp rất nhiều việc định hình các ngôn ngữ mà họ đã dịch.
Do nhu cầu dịch thuật của các tài liệu kinh doanh dẫn đến Cách mạng Công nghiệp bắt đầu vào giữa thế kỷ 18, một số chuyên ngành dịch thuật đã được chuẩn hóa, với các trường chuyên môn và các hiệp hội chuyên nghiệp.
Do sự khó khăn của dịch thuật, kể từ những năm 1940, các kỹ sư đã tìm cách tự động hóa dịch thuật hoặc dùng máy tính trợ giúp cho người dịch. Sự gia tăng của Internet đã thúc đẩy một thị trường toàn cầu cho các dịch vụ dịch thuật và đã tạo điều kiện cho việc bản địa hóa ngôn ngữ.

## Từ nguyên
"Dịch" (譯) có nghĩa là "giải thích", "giải nghĩa"; "phiên" (翻) có nghĩa là "chuyển từ cái này sang cái khác"; "thuật" (術) có nghĩa là "kỹ thuật", "học thuật", "phương pháp". Từ "dịch thuật" do vậy có nghĩa là "phương pháp giải nghĩa" từ ngôn ngữ này sang ngôn ngữ khác. Từ "phiên dịch" chỉ hoạt động dịch từ ngôn ngữ này sang ngôn ngữ khác nói chung. Tuy nhiên từ "dịch thuật" mới là từ được sử dụng phổ biến hơn với nghĩa chỉ hoạt động dịch nói chung.

## Lý thuyết

### Lý thuyết phương Tây

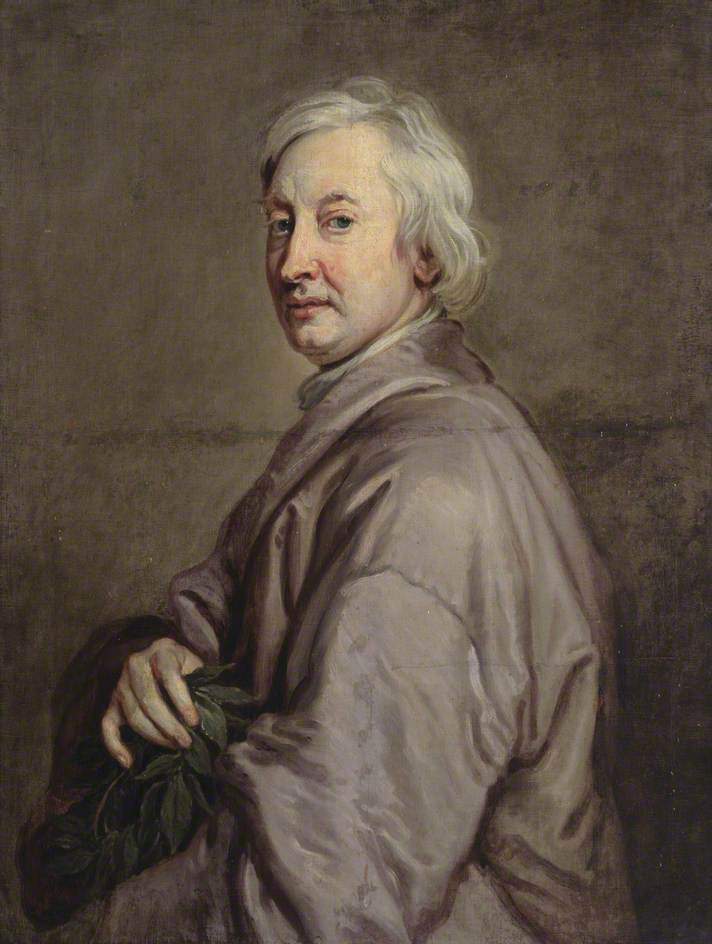
John Dryden

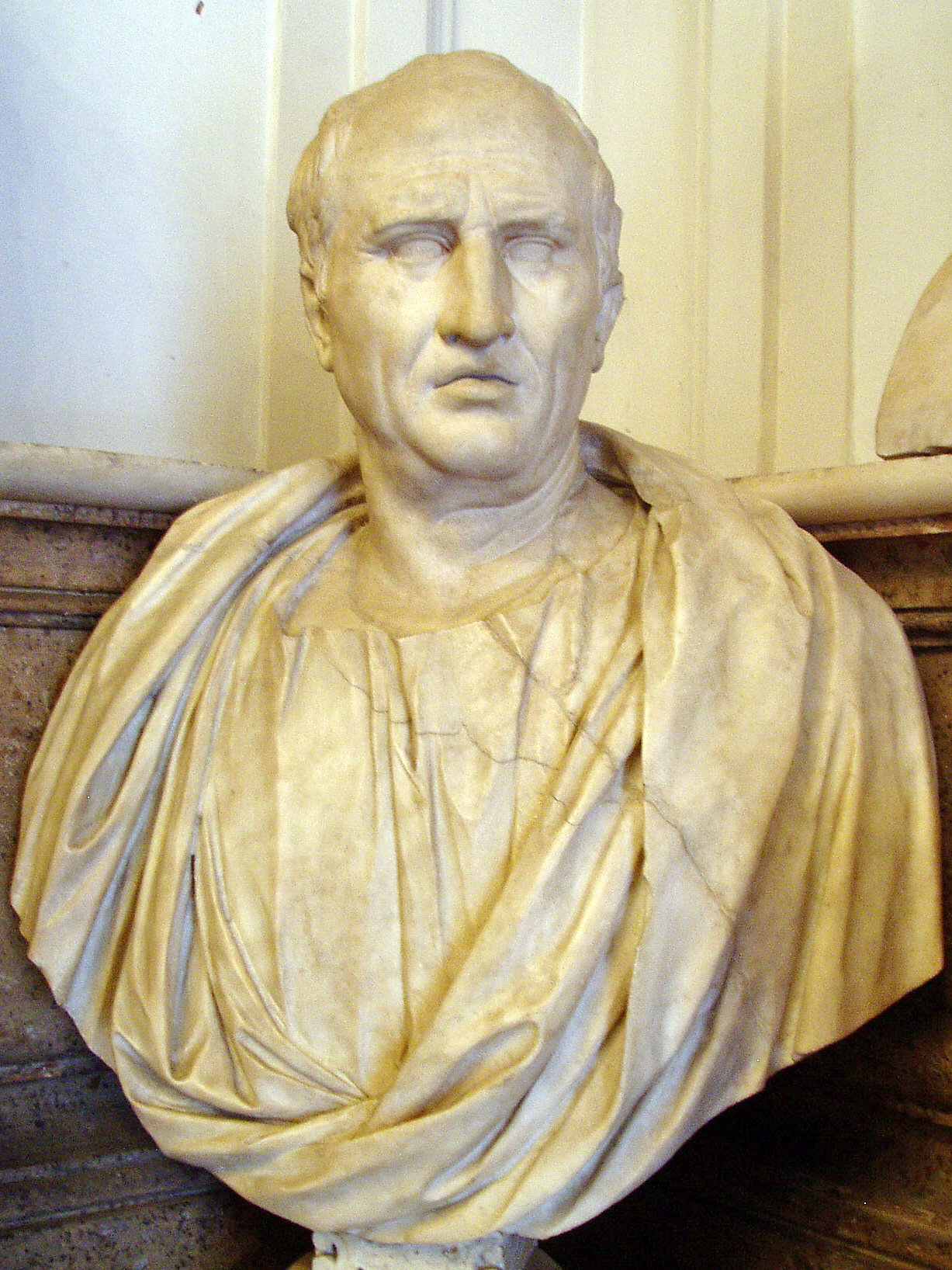
Cicero

Các cuộc thảo luận về lý thuyết và thực hành dịch thuật đã có từ thời cổ đại và cho thấy sự liên tục đáng chú ý. Người Hy Lạp cổ đại phân biệt giữa metaphrase (dịch nghĩa đen) và paraphrase. Sự khác biệt này được chấp nhận bởi nhà thơ và dịch giả người Anh John Dryden (1631-1700), người đã mô tả dịch là sự pha trộn hợp lý của hai chế độ phrase này khi chọn, trong ngôn ngữ đích, "đối tác", hoặc tương đương, cho các cách diễn đạt được sử dụng trong ngôn ngữ nguồn:
Tuy nhiên, Dryden cảnh báo chống lại việc "bắt chước", tức là bản dịch có sửa đổi phù hợp: "Khi một họa sĩ sao chép từ cuộc sống... anh ta không có đặc quyền để thay đổi các tính năng và trang trí... " 
Mặc dù có sự đa dạng lý thuyết, việc thực hành thực tế của dịch hầu như không thay đổi kể từ thời cổ đại. Ngoại trừ một số phép ẩn dụ cực đoan trong thời kỳ đầu Kitô giáo và thời Trung cổ, và các bộ điều hợp trong các thời kỳ khác nhau (đặc biệt là La Mã cổ điển và thế kỷ 18), các dịch giả thường thể hiện sự linh hoạt khôn ngoan trong việc tìm kiếm sự tương đương - " nghĩa đen " khi có thể, viết lại các đoạn văn khi cần thiết cho ý nghĩa ban đầu và các "giá trị" quan trọng khác (ví dụ: phong cách, hình thức thơ, sự phù hợp với nhạc đệm hoặc, trong các bộ phim, với các chuyển động phát âm của miệng) được xác định từ ngữ cảnh.

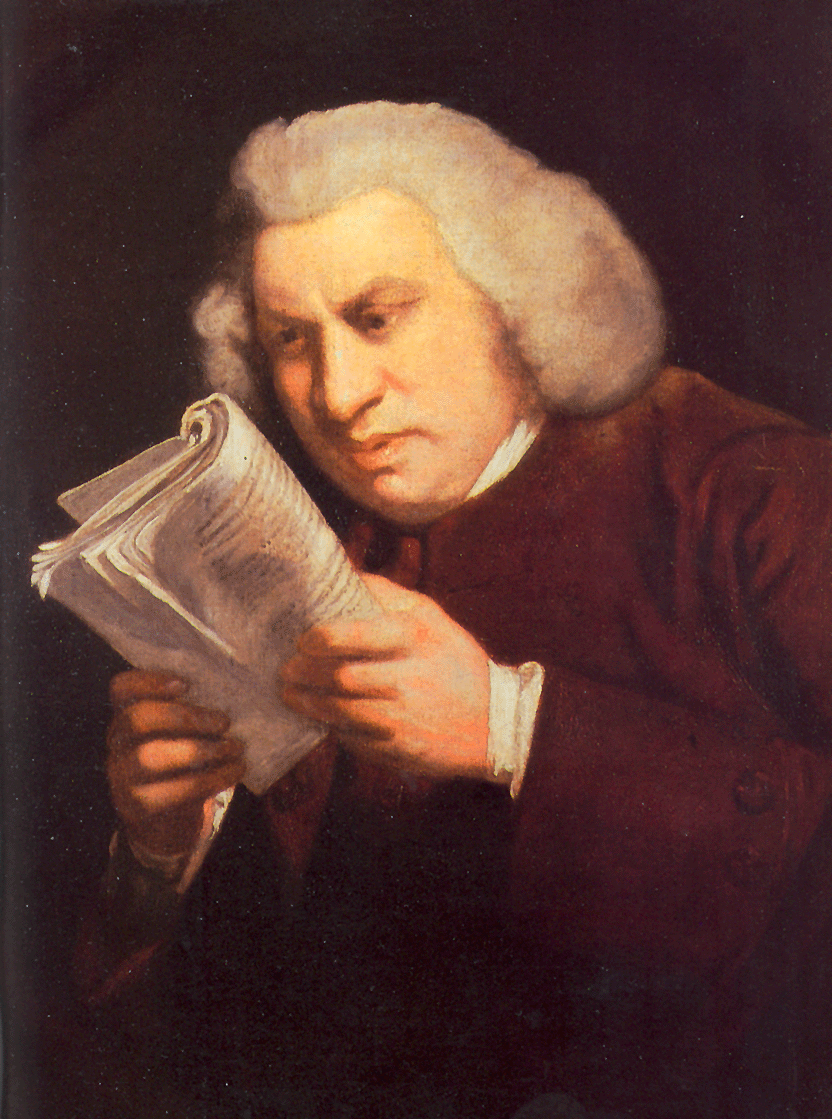
Samuel Johnson

Nói chung, các dịch giả đã tìm cách bảo tồn bối cảnh bằng cách tái tạo thứ tự ban đầu của các ngữ nghĩa, và do đó, trật tự từ cần thiết, giải thích lại cấu trúc ngữ pháp thực tế, ví dụ, bằng cách chuyển từ giọng nói chủ động sang giọng nói thụ động, hoặc ngược lại. Sự khác biệt về ngữ pháp giữa các ngôn ngữ "trật tự từ cố định"  (ví dụ Các ngôn ngữ tiếng Anh, tiếng Pháp, tiếng Đức) và "từ tự do"  (ví dụ: tiếng Hy Lạp, tiếng Latin, tiếng Ba Lan, tiếng Nga) không gây trở ngại trong vấn đề này. Các đặc điểm cú pháp (cấu trúc câu) cụ thể của ngôn ngữ nguồn của văn bản được điều chỉnh theo yêu cầu cú pháp của ngôn ngữ đích. 

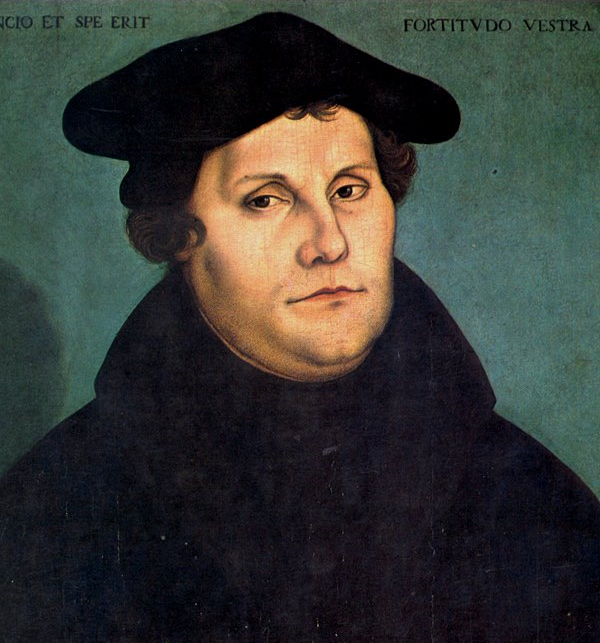
Martin Luther

Khi một ngôn ngữ đích thiếu các thuật ngữ được tìm thấy trong ngôn ngữ nguồn, người dịch đã mượn các thuật ngữ đó, từ đó làm phong phú ngôn ngữ đích. Nhờ các biện pháp tuyệt vời để trao đổi calques và loan loan giữa các ngôn ngữ và nhập khẩu từ các ngôn ngữ khác, có một số khái niệm " không thể dịch được " trong số các ngôn ngữ châu Âu hiện đại. Tuy nhiên, một vấn đề lớn hơn là dịch các thuật ngữ liên quan đến các khái niệm văn hóa không có tương đương trong ngôn ngữ đích. Để hiểu đầy đủ, các tình huống như vậy đòi hỏi phải cung cấp một hướng dẫn giải thích.
Nói chung, càng tiếp xúc và trao đổi đã tồn tại giữa hai ngôn ngữ, hoặc giữa những ngôn ngữ và một phần ba, tỷ lệ dịch ra bản văn để diễn giải có thể được sử dụng trong việc dịch trong số đó càng lớn. Tuy nhiên, do sự thay đổi trong các hốc sinh thái của các từ, một từ nguyên phổ biến đôi khi gây hiểu nhầm là một hướng dẫn về nghĩa hiện tại trong một hoặc ngôn ngữ khác. Ví dụ, từ tiếng Anh actual không nên nhầm lẫn với các từ cùng nguồn gốc actuel Pháp ("hiện tại", "hiện tại"), aktualny tiếng Ba Lan ("có mặt", "hiện tại", "kịp thời", "khả thi"), aktuell tiếng Thụy Điển ("tại chỗ", "hiện nay có tầm quan trọng"), актуальный tiếng Nga (" Khẩn cấp", "chuyên đề") hoặc actueel Hà Lan ("hiện tại").
Vai trò của dịch giả là cầu nối cho các giá trị "mang lại" giữa các nền văn hóa đã được thảo luận ít nhất kể từ Terence, bộ chuyển đổi La Mã thế kỷ thứ hai của BCE về các vở hài kịch Hy Lạp. Tuy nhiên, vai trò của dịch giả không có nghĩa là thụ động, cơ học, và do đó cũng được so sánh với vai trò của một nghệ sĩ. Mặt bằng chính dường như là khái niệm sáng tạo song song được tìm thấy trong các nhà phê bình như Cicero. Dryden nhận xét rằng "Dịch thuật là một loại hình vẽ sau cuộc sống... " So sánh dịch giả với một nhạc sĩ hoặc diễn viên ít nhất trở lại nhận xét của Samuel Johnson về Alexander Pope chơi Homer trên một chiếc sáo, trong khi Homer sử dụng bassoon.

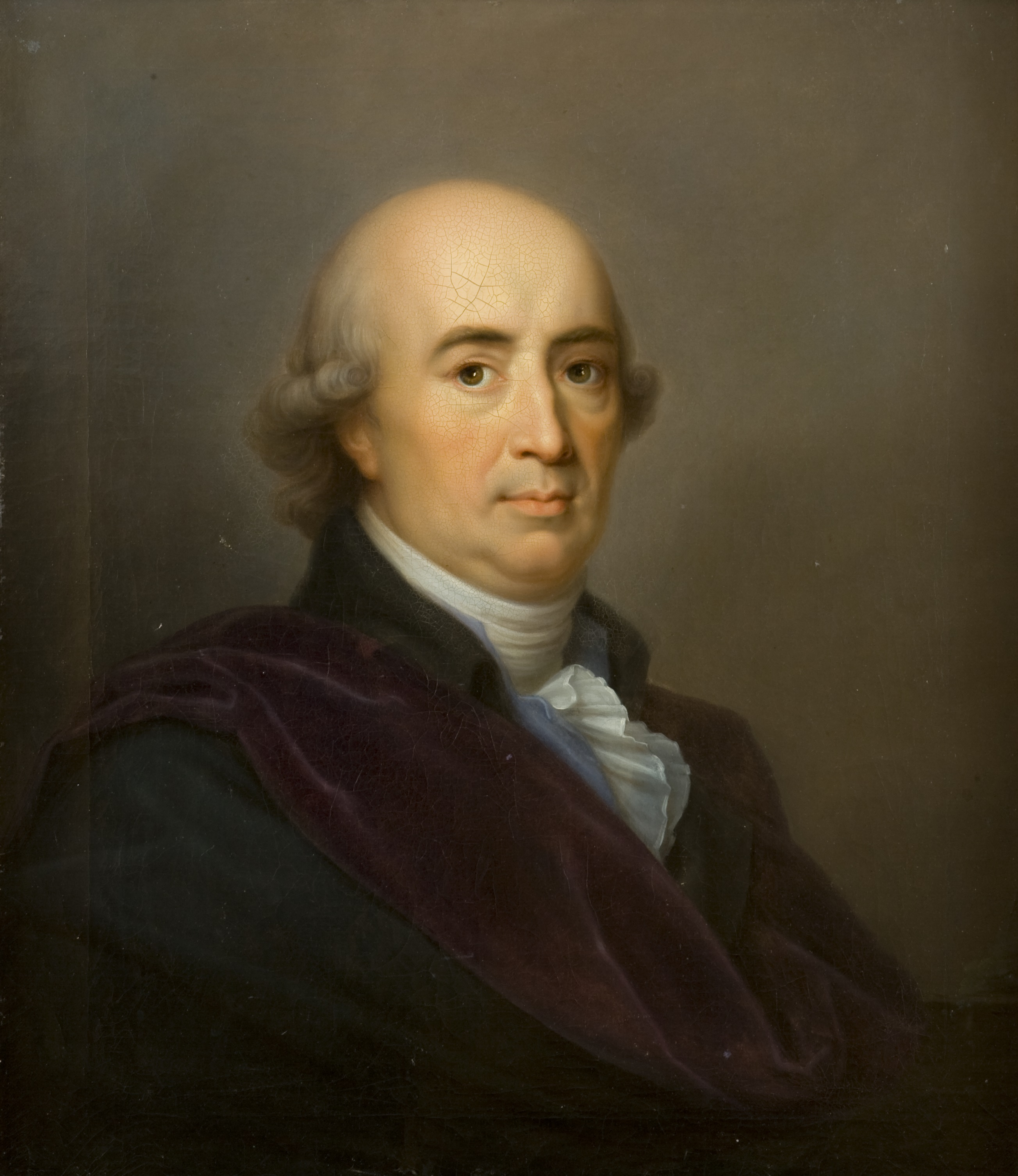
Johann Gottfried Herder

Nếu dịch thuật là một nghệ thuật, nó không phải là một môn học dễ dàng. Vào thế kỷ 13, Roger Bacon đã viết rằng nếu một bản dịch là đúng, người dịch phải biết cả hai ngôn ngữ, cũng như khoa học mà anh ta sẽ dịch; và nhận thấy rằng rất ít dịch giả đã làm, ông muốn bỏ hoàn toàn việc dịch thuật.

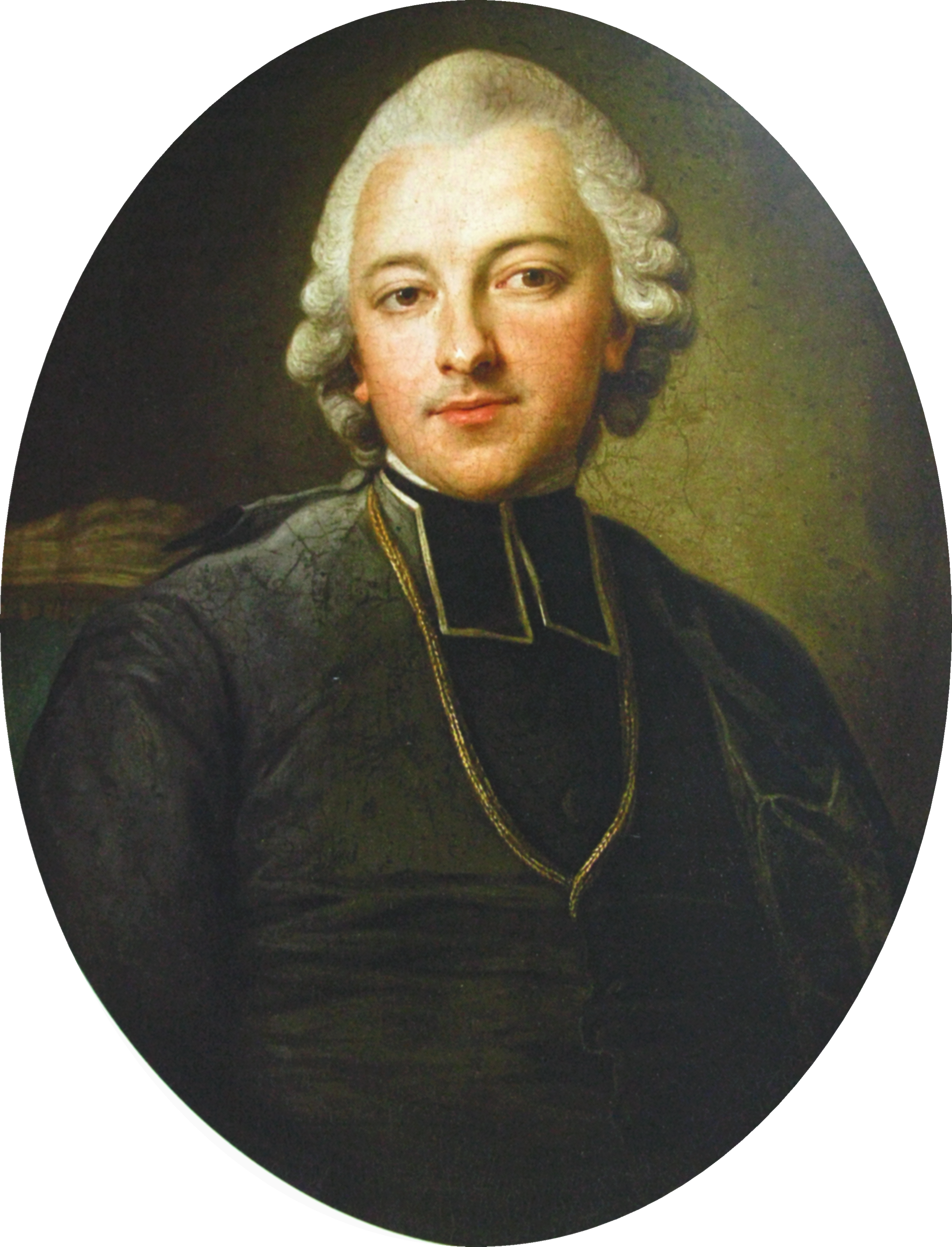
Ignacy Krasicki

Người dịch Kinh thánh sang tiếng Đức, Martin Luther (1483-1546), được ghi nhận là người châu Âu đầu tiên cho rằng người ta chỉ dịch một cách thỏa đáng sang ngôn ngữ mẹ đẻ của mình. LG Kelly tuyên bố rằng kể từ khi Johann Gottfried Herder vào thế kỷ 18, việc người ta chỉ nên dịch ra tiếng mẹ đẻ của mình đã trở thành tiên đề.
Tổng hợp các yêu cầu đối với người dịch là thực tế rằng không có từ điển hay từ điển đồng nghĩa nào có thể là một hướng dẫn đầy đủ trong việc dịch. Nhà sử học người Scotland Alexander Tytler, trong Tiểu luận về Nguyên tắc dịch thuật (1790), đã nhấn mạnh rằng việc đọc sách chăm chỉ là một hướng dẫn toàn diện hơn về ngôn ngữ so với từ điển. Điểm giống nhau, nhưng cũng bao gồm cả việc nghe ngôn ngữ nói, trước đó, vào năm 1783, được thực hiện bởi nhà thơ và nhà ngữ pháp Ba Lan Onufry Kopczyński.
Vai trò đặc biệt của dịch giả trong xã hội được mô tả trong một bài tiểu luận năm 1803 của "Ba Lan La Fontaine ", Linh trưởng Công giáo La Mã của Ba Lan, nhà thơ, nhà bách khoa, tác giả của tiểu thuyết Ba Lan đầu tiên, và dịch giả từ tiếng Pháp và tiếng Hy Lạp, Ignacy Krasicki:
[T]ranslation... is in fact an art both estimable and very difficult, and therefore is not the labor and portion of common minds; [it] should be [practiced] by those who are themselves capable of being actors, when they see greater use in translating the works of others than in their own works, and hold higher than their own glory the service that they render their country.